# VI Legislatura del Congreso Nacional de Venezuela
La VI Legislatura del Congreso Nacional de Venezuela inició tras las elecciones generales del 3 de diciembre de 1978, sesionando entre 1979 y 1984.

## Bancadas

### Senado
| Partido                  | Escaños |
| ------------------------ | ------- |
| Acción Democrática       | 21      |
| Copei                    | 21      |
| Movimiento al Socialismo | 2       |
| Total                    | 44      |
| Fuente: Nohlen           |         |

### Diputados
| Partido                                | Escaños |
| -------------------------------------- | ------- |
| Copei                                  | 84      |
| Acción Democrática                     | 88      |
| Movimiento al Socialismo               | 11      |
| Movimiento de Izquierda Revolucionaria | 4       |
| Movimiento Electoral del Pueblo        | 4       |
| Unión Republicana Democrática          | 3       |
| Causa Común                            | 1       |
| Movimiento de Integridad Nacional      | 1       |
| Partido Comunista de Venezuela         | 1       |
| Vanguardia Unitaria Comunista          | 1       |
| Total                                  | 199     |
| Fuente: Nohlen                         |         |

## Senadores
| Entidad federal | Senador               | Partido            |
| --------------- | --------------------- | ------------------ |
| Miranda         | José Ángel Ciliberto  | Acción Democrática |
| Portuguesa      | Waldemar Cordero Vale | Copei              |
| Sucre           | Arístides Calvani     | Copei              |

## Diputados
Algunos de los diputados de la VI Legislatura del Congreso Nacional de Venezuela fueron los siguientes:
- Carlos Canache Mata
- Domingo Maza Zabala
- Guillermo Yepes Boscán
- Gustavo Tarre Briceño
- Haydée Castillo
- José Vicente Rangel
- Luis Alfaro Ucero
- Miguel Bellorín Tineo
- Óscar Yanes
- Oswaldo Álvarez Paz
- Salom Mesa